# Левоне
Левоне (итал. Levone) — коммуна в Италии, располагается в регионе Пьемонт, в провинции Турин.
Население составляет 490 человек (2008 г.), плотность населения составляет 98 чел./км². Занимает площадь 5 км². Почтовый индекс — 10070. Телефонный код — 0124.
Покровителем коммуны почитается святой апостол Иаков Старший, празднование в первой воскресение июля.

## Демография
Динамика населения:

## Администрация коммуны
- Официальный сайт: https://web.archive.org/web/20120310222857/http://www.comunedilevone.it/